# Гаваїки
Гаваїки (кукс. Avaiki; самоан. Savaiʻi; таїт. Havaiʻi; гав. Hawaiʻi) — міфічна країна-прабатьківщина народів Полінезії; місце, звідки вони розселилися, і куди по смерті повертаються душі гідних людей, героїв та вождів. Гаваїки не завжди виступає в міфах у ролі такої країни, зокрема, за уявленнями західних полінезійців, вони вирушають у країну Пулоту, розташовану на заході. На островах Кука та Маркізьких островах назва з часом стала використовуватися як позначення підземного світу, аналогічного пеклу.
Новозеландці вважали Гаваїки місцем, де мешкав Мауї. Там також розташовувався особливий храм.

## Ймовірне географічне місце
Як правило, вірування жителів островів Полінезії мали Гаваїки на заході; саме з найзахіднішої точки острова туди мали вирушати душі померлих. Однак у Новій Зеландії місце, звідки душі вирушали в Гаваїки, було північною точкою Північного острова. Одна з новозеландських легенд має у своєму розпорядженні Гаваїки «там, де сходить червоне сонце».
Дослідник Те Рангі Хіроа припускав, що Гаваїки — одна з назв острова Раїатеа — одного з  Підвітряних островів архіпелагу островів Товариства. Саме там, на території Опоа, знаходився великий культовий центр, в якому кодифікувалися полінезійські традиції. Висловлювалися також версії про те, що Гаваїки — це Гаваї, або ж острів Саваї у складі Самоа; їх жителі, однак, зберігали вірування про Гаваїки як про прабатьківщину.